# Hoshide Akihiko
Hoshide Akihiko (星出 彰彦 sinh 28 tháng 12 năm 1968) là một kỹ sư người Nhật và phi hành gia của JAXA. Ngày 30 tháng 8 năm 2012 Hoshide đã trở thành nhà du hành vũ trụ thứ ba của Nhật Bản bay vào không gian.

## Thông tin cá nhân
Hoshide Akihiko sinh năm 1968 tại Setagaya, Tokyo, Nhật Bản, nhưng lớn lên ở New Jersey.

## Giáo dục
Ông đã nhận bằng tú tài quốc tế từ trường Cao đẳng Liên hiệp Thế giới Đông Nam Á năm 1987, bằng cử nhân kỹ thuật cơ khí từ Đại học Keio năm 1992 và một bằng Thạc sĩ Khoa học ngành kỹ thuật hàng không vũ trụ của đại học Houston năm 1997.

## Kinh nghiệm
Ông đã gia nhập Cơ quan Phát triển Không gia Quốc gia Nhật Bản (NASDA) năm 1992 và làm tại bộ phận phát triển phương tiện phóng H-II trong 2 năm. Từ 1994 đến 1999, ông là kỹ sư phụ tá phi hành gia cho Văn phòng Phi hành gia NASDA, hỗ trợ phát triển chương trình đào tạo phi hành gia. Ông đã hỗ trợ Wakata Kōichi trong lúc Wakata được đào tạo và thực hiện nhiệm vụ trên STS-72.

## Sự nghiệp phi hành gia
Tháng 2 năm 1999 Hoshide đã được NASDA (giờ là JAXA) lựa chọn để trở thành một trong ba ứng viên phi hành gia Nhật Bản đến Trạm Không gian Quốc tế (ISS). Ông bắt đầu chương trình Cơ bản Đào tạo Phi hành gia của ISS tháng 4 năm 1999 và nhận chứng chỉ phi hành gia tháng 1 năm 2001. Từ tháng 1 năm 2001, ông đã được đào tạo nâng cao ISS, cũng như hỗ trợ phát triển phần cứng và điều hành mô đun thí nghiệm Nhật Bản Kibō và phương tiện vận chuyển H-II (HTV).
Tháng 5 năm 2004, ông hoàn thành khoá đào tạo kỹ sư phi đội Soyuz TMA tại Trung tâm Huấn luyện Nhà du hành vũ trụ Yuri Gagarin ở thành phố Star, Nga, và sau đó được chuyển đến Trung tâm Không gian Lyndon B. Johnson. Ông đã hoàn thành khóa huấn luyện ứng viên phi hành gia của NASA và được bổ nhiệm vào đội bay STS-124, chuyến thứ 2 trong 3 chuyến bay đưa các bộ phận hợp thành lên Trạm Không gian Quốc tế để hoàn thiện phòng thí nghiệm Kibō của Nhật Bản tháng 5 năm 2008.

## Hình ảnh

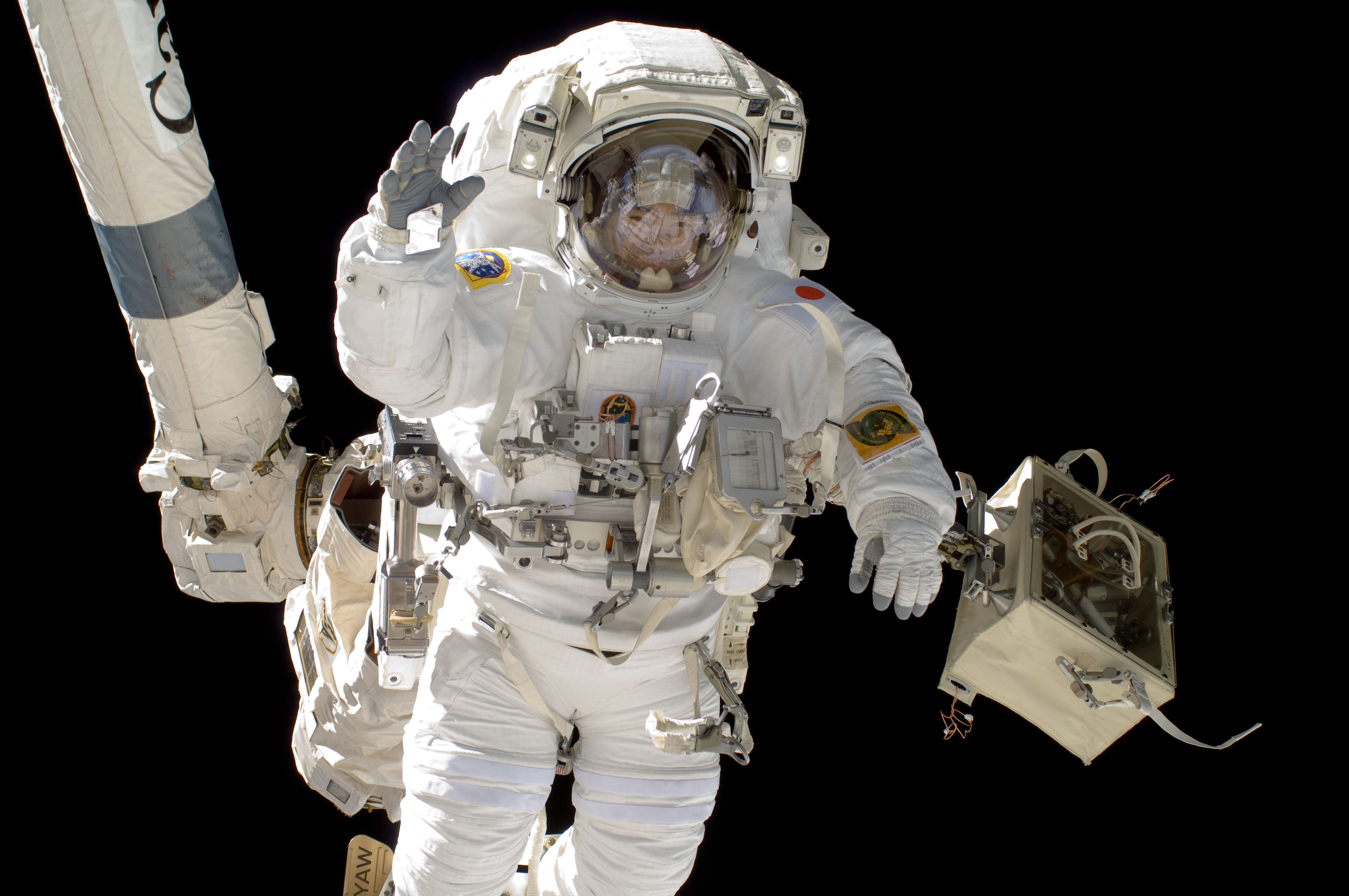
Trong chuyến bay lên Trạm vũ trụ quốc tế năm 2012
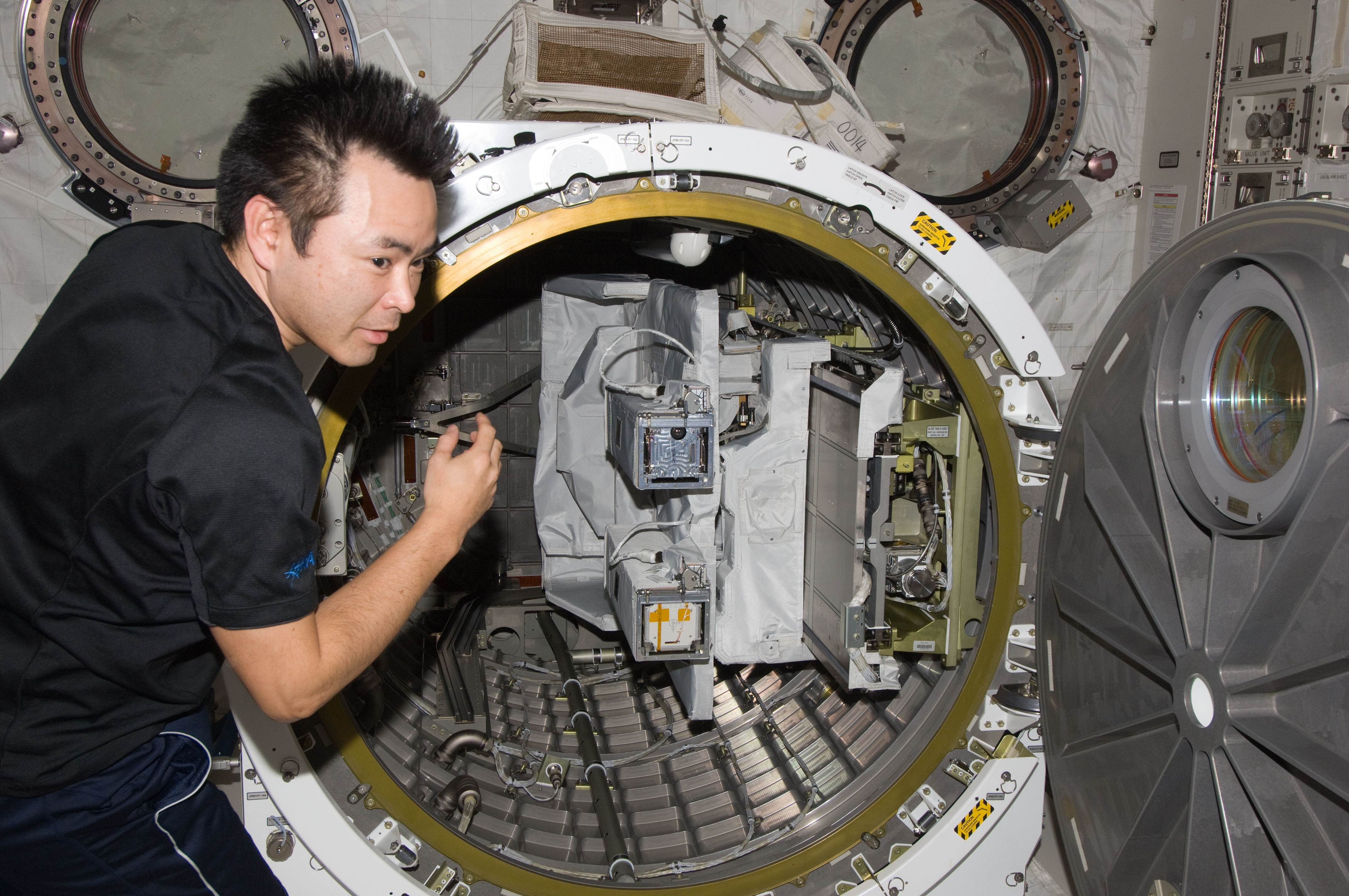
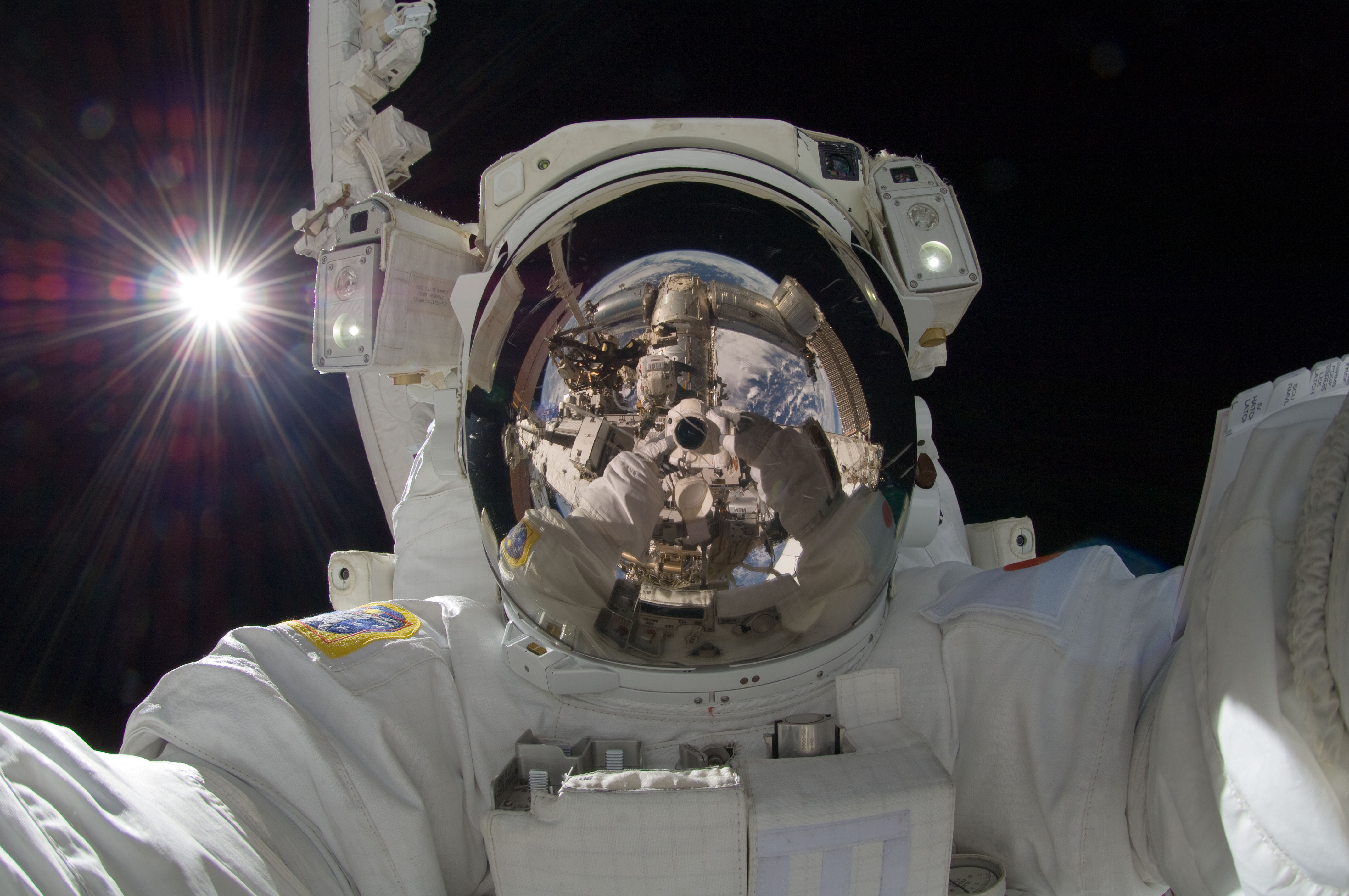
Hoshide Akihiko tự chụp ảnh khi làm việc ngoài không gian lơ lửng trong chuyến bay lên trạm vũ trụ quốc tế vào tháng 9 năm 2012.